# トルキスタン総督府

トルキスタン総督府
Туркестанское генерал-губернаторство (ロシア語)

国歌: Боже, царя храни（ロシア語）
神よツァーリを護り給え
トルキスタン総督府の管轄領域

トルキスタン総督府（トルキスタンそうとくふ、ロシア語: Туркестанское генерал-губернаторство）は、1867年から1917年まで中央アジアの西トルキスタンに設置されたロシア帝国の軍政機関である。首都はタシケント。

## 概要
総督府は陸軍省の管轄下に置かれ、歴代総督および、管轄下の各州知事は陸軍将校から選任された。
アフガニスタンやチベットを挟んで英領インドと対峙する中央アジアは、対英戦略上重要な地域であったため、総督は、政治、国境及び通商問題に対する無制限の権限を有し、特別な場合、他国と交渉し、協定を締結する権限も与えられた。
一方、内政面では、人口の多数を占めるムスリム住民に対して、治安維持の観点から一種の不干渉政策が取られ、ムスリム住民の政治参加を認めない一方で、ムスリム社会の基本構造には介入しなかった。
官報として、『トルキスタン地方新聞』（ロシア語：Туркестанская туземная газета、ウズベク語：Turkiston Viloyatining Gazeti）が発行された。

## 管轄区域の変遷
- 1864年から1866年にかけての軍事行動にて、ロシア帝国はコーカンド・ハン国領のタシケント、シルダリヤ川流域を征服し、カザフ人の部族連合体である大ジュズを服属させた。
- 1867年7月11日、タシケントにトルキスタン総督府が設立され、上記の征服地に設置されたシルダリヤ州、セミレチエ州（1882年にステップ総督府に移管、1899年に再度トルキスタン総督府に移管。）の2州を管轄することとなった。
- 1868年、タシケント南方の地から、ザラフシャン管区（1887年1月、サマルカンド州に再編）が設立された。
- 1876年、コーカンド・ハン国の征服に伴い、旧ハン国領から、フェルガナ州が設立された。
- 1880年には遊牧集団トルクメン人をギョクテペの戦いで制圧し、ロシア帝国のトルキスタン総督府の支配下に組み入れた。
- 1886年から、総督府領の各州はトルキスタン地方（Туркестанский край）と呼ばれるようになった。
- 1897年には、カフカース総督府（ロシア語版、英語版）からザカスピ州が編入された。
- 1917年のロシア革命にて総督府は廃止され、旧総督府領の領域はトルキスタン自治ソビエト社会主義共和国に再編された。

## 歴代総督
- コンスタンティン・フォン・カウフマン（ロシア語版） Константин Кауфман （1867年7月11日 - 1882年）
- ゲラシム・コルパコフスキー Герасим Колпаковский （1881年 - 1882年）
- ミハイル・チェルニャエフ Михаил Черняев （1882年 - 1884年）
- ニコライ・ローゼンバッハ Николай Розенбах （1884年 - 1889年）
- アレクサンドル・ヴレフスキー Александр Вревский （1889年 - 1898年）
- セルゲイ・ドゥホフスキー Сергей Духовской （1898年 - 1901年）
- ニコライ・イワノフ Николай Иванов （1901年 - 1904年）
- ニコライ・テヴャシェフ Николай Тевяшев （1904年 - 1905年）
- デアン・スボティッチ Деан Субботич （1905年 - 1906年）
- マツィエフスキー Мациевский （1906年 - 1907年）
- ニコライ・グロデコフ Николай Гродеков （1906年 - 1908年）
- パーヴェル・ミシチェンコ Павел Мищенко （1908年 - 1909年）
- アレクサンドル・サムソノフ Александр Самсонов （1909年 - 1914年）
- フョードル・マルツォン Федор Мартсон （1914年 - 1916年）
- アレクセイ・クロパトキン Алексей Куропаткин （1916年 - 1917年4月）